# Julius Göze
Julius Gabriel Göze (* 2004 in Berlin) ist ein deutscher Schauspieler.

## Leben
Julius Gözes Vorfahren stammen aus Tur Abdin in der heutigen Türkei.
Seinen ersten Auftritt in einer Fernsehserie hatte er 2017 in Dschermeni in der Rolle des Flüchtlingsjungen Yassir Al-Sayed, seine erste Filmrolle in Asphaltgorillas. Im deutschen Fernsehfilm Mein Freund, das Ekel von Marco Petry mit Dieter Hallervorden in der Titelrolle spielte er Murat, den Filmsohn von Alwara Höfels. In der TV-Reihe Der Zürich-Krimi, Folge Borchert und der fatale Irrtum, spielte er Hassan, einen der drei Adoptivsöhne.
Er ist Messdiener in orthodoxen Gottesdiensten seiner Gemeinde, spielt in seiner Freizeit Fußball und Klavier. Außerdem spricht Göze Aramäisch und Deutsch.

## Filmografie
- 2017: Dschermeni (Fernsehserie)
- 2018: Asphaltgorillas
- 2019: Mein Freund, das Ekel (Fernsehfilm)
- 2020: Der Zürich-Krimi (Fernsehserie)
- 2021: Mein Freund, das Ekel (Fernsehserie)